# Чанта
Чанта е текстилно или кожено изделие, предназначено за пренасяне на малки предмети или товари. Първите чанти са възникнали още в древността. Били са изработвани от кожата на убитите животни. В днешно време съществува огромно разнообразие, както в предназначението, така и във формата, цвета и материала от който са изработени. Чантата може да има една или две дръжки в зависимост от употребата.